# Omid Noorafkan
Omid Noorafkan (Ray, 9 april 1997) is een Iraans voetballer.

## Clubcarrière
Zijn eerste wedstrijd bij de profs speelde Noorafkan in het shirt van Esteghlal FC: op 17 december 2015 kreeg hij in de Persian Gulf Pro League een basisplaats tegen Saba Qom. Noorafkan klokte in het seizoen 2015/16 uiteindelijk af op elf wedstrijden. In totaal speelde hij 49 wedstrijden met Esteghlal FC, waarmee hij in 2018 de Beker van Iran won.
In juni 2018 maakte Noorafkan de overstap naar Sporting Charleroi, waar met Kaveh Rezaei en Ali Gholizadeh op dat moment al twee Iraniërs speelden. Charleroi telde 250.000 euro neer voor de toen 21-jarige middenvelder. De transfer werd echter geen onverdeeld succes: in zijn eerste seizoen bij Charleroi kwam Noorafkan slechts in twee competitiewedstrijden in actie. Na een half seizoen werd hij dan ook terug naar eigen land gestuurd: in januari 2019 werd hij tot het einde van het seizoen uitgeleend aan zijn ex-club Esteghal FC. In augustus 2019 stalde Charleroi de Iraniër dan weer voor één seizoen bij Sepahan FC. In juni 2020 raakte bekend dat Noorafkan de definitieve overstap maakte naar Sepahan.

## Interlandcarrière
Noorafkan nam in 2017 met de Iraanse U20 deel aan het WK –20 in Zuid-Korea. De middenvelder speelde de drie groepswedstrijden als aanvoerder. Op 17 maart 2018 maakte hij zijn debuut voor het Iraans voetbalelftal: in een vriendschappelijke interland tegen Sierra Leone speelde hij 90 minuten. Noorafkan maakte deel uit van de 35-koppige voorselectie van Carlos Queiroz voor het WK 2018, maar haalde uiteindelijk de definitieve selectie niet.

## Erelijst
| Hazfi Cup | 1x | 2017/18 |

| Individueel                                       |    |         |
| Jonge Speler van het Jaar Persian Gulf Pro League | 1x | 2016/17 |